# Volkswagen Corrado
La Volkswagen Corrado est un coupé sportif du constructeur automobile allemand Volkswagen produit de 1988 à 1995.

## Présentation
La Volkswagen Corrado prend la suite du Scirocco, et elle est aussi produite dans les usines Karmann à Osnabrück. Cependant, contrairement à son prédécesseur, celui-ci visait un marché plus haut de gamme, se voulant une vitrine du savoir-faire de Volkswagen.

## Caractéristiques techniques
La conception du coupé Corrado est de style 2+2 soit deux places avant et deux (petites) places à l'arrière. La carrosserie est à hayon, ce qui permet d'avoir un coffre aux dimensions généreuses pour ce type de véhicule, la banquette arrière étant rabattable 2/3 1/3.
Ce coupé est basé sur le châssis de la deuxième génération de Golf, tout en utilisant le train arrière de la 3e génération de Passat.
Le Cx (coefficient de pénétration dans l'air) est de 0,32.

### Motorisations

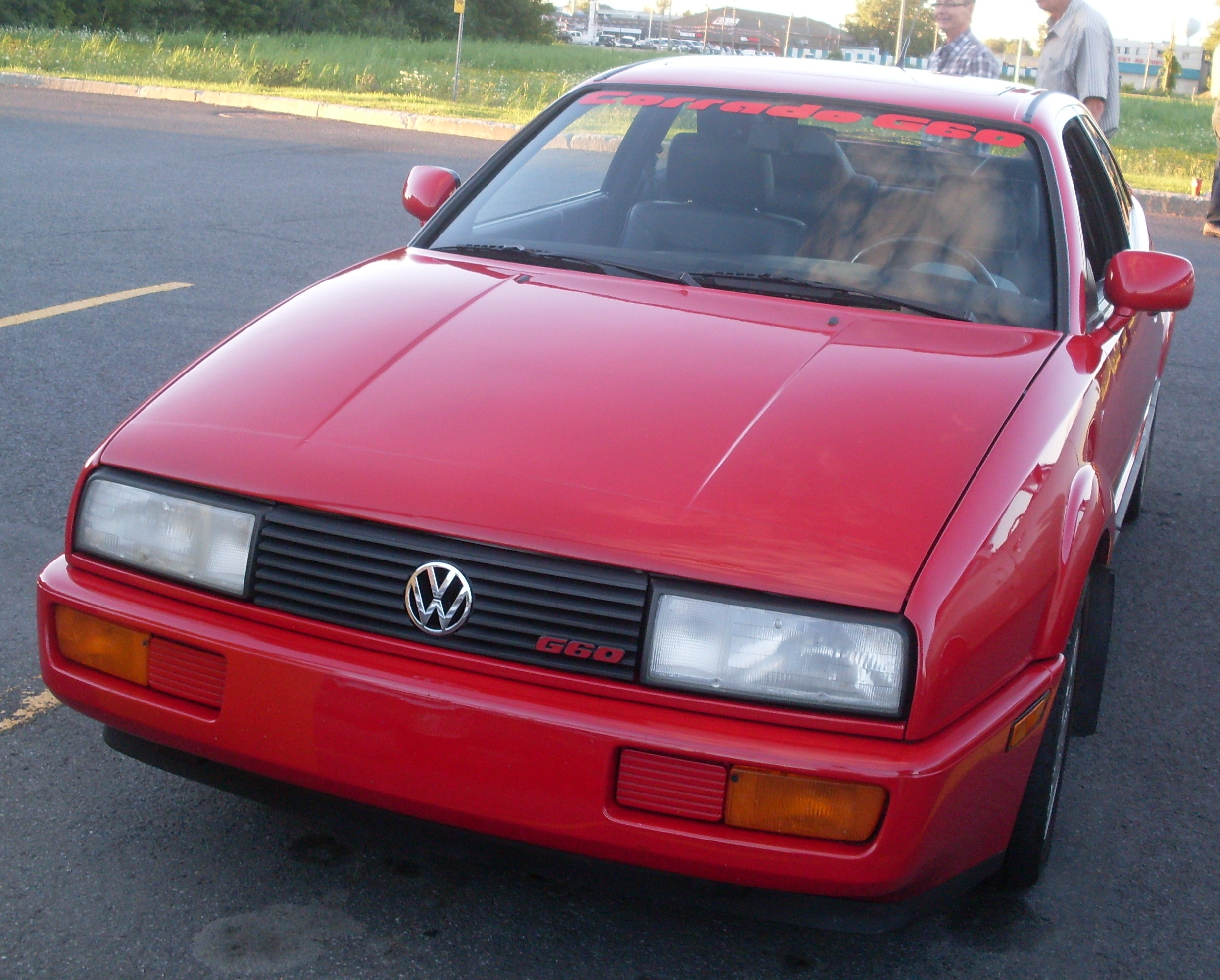
Corrado G60

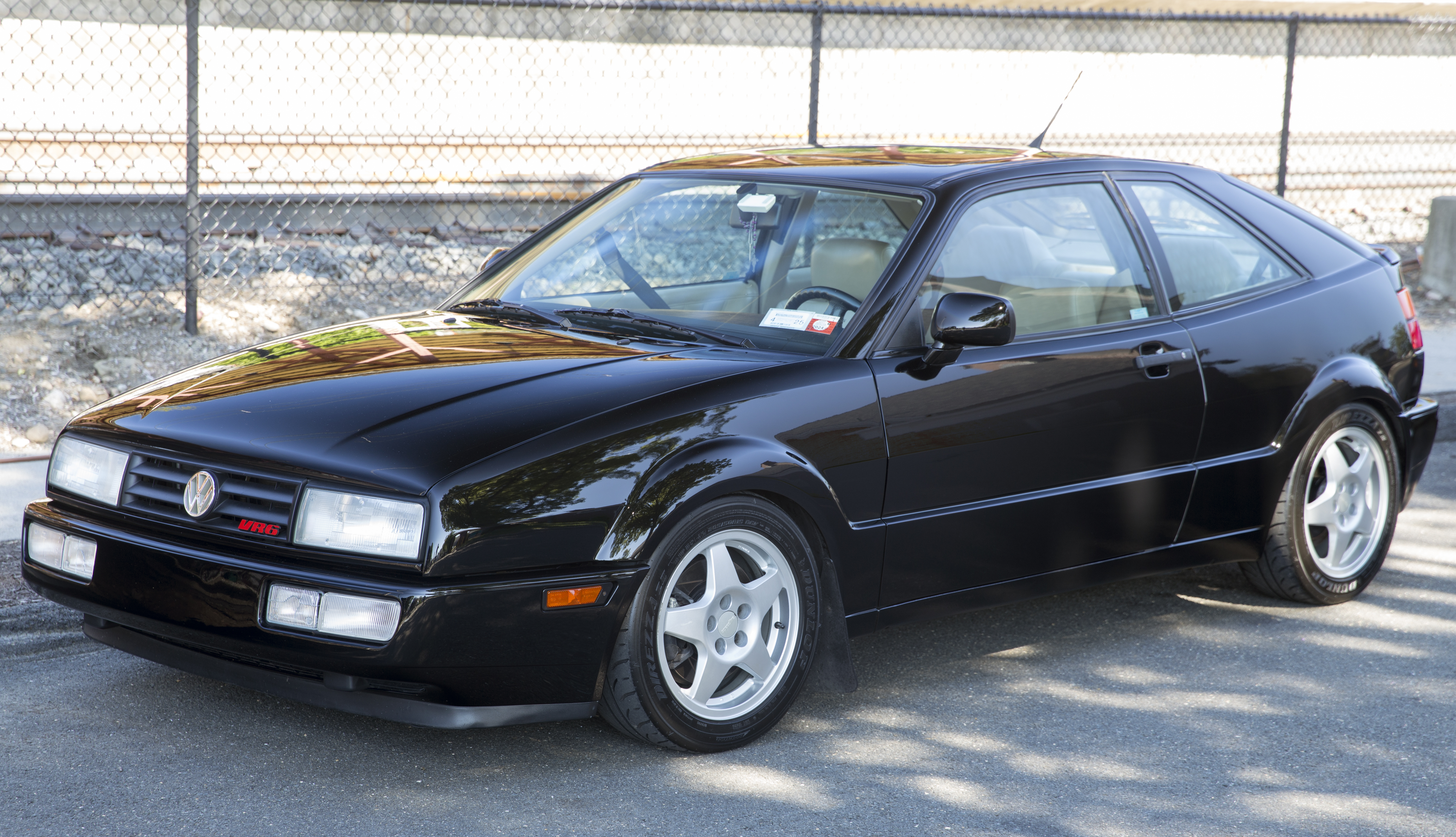
Corrado SLC (VR6)

Plusieurs motorisations ont été disponibles. Les voici par ordre croissant de puissance :
- Corrado 115 (1993 à 1995) :

4 cylindres, 2 litres, 8 soupapes, catalysé. Puissance 115 ch, couple de 162 N m à 3 200 tr/min.
- Corrado 16S (1989 à 1995) :

De 1989 à 1991 : 4 cylindres, 1 781 cm3 16 soupapes. Puissance 136 ch, couple de 158 N m à 4 800 tr/min.
De 1992 à 1995 : 4 cylindres 1 984 cm3 16 soupapes catalysé. Puissance 136 ch, couple de 177 N m à 4 400 tr/min.
- Corrado G60 (1988 à 1991) :

4 cylindres, 1 781 cm3, 8 soupapes à compresseur volumétrique G60 (utilisé également sur la Golf Rallye, la Golf G60 et la passat G60), catalysé. Puissance 160 ch, couple de 226 n m à 3 800 tr/min.
- Corrado SLC (1992 à 1994) :

(modèle disponible sur le marché nord américain uniquement, SLC signifiant « Sports Luxury Coupé ».)
 6 cylindres en V, (angle de 15°) 2 792 cm3, 12 soupapes, catalysé. Puissance 174 ch, couple de 235 N m à 4 200 tr/min.
- Corrado VR6 (1992 à 1995) :

6 cylindres en V (angle de 15°), 2 861 cm3, 12 soupapes, catalysé. Puissance 190 ch, couple de 245 N m à 4 200 tr/min.
Ce modèle était doté en série d'un freinage ABS, de rétroviseurs électriques et chauffant, de la direction assistée, d'un ordinateur de bord et d'un aileron qui se déploie automatiquement dès 120 km/h (80 km/h en Amérique du Nord et en Suisse).
Lors de sa sortie en 1988, le Corrado G60 (unique motorisation alors proposée) était proposé en France à un tarif proche des 200 000 F.
Des modèles de puissance inférieure, sans compresseur, sont venus par la suite compléter la gamme par le bas pour rendre le tarif plus attractif.
Dans le même esprit, il a aussi existé des séries spéciales (voir ci-dessous) afin de tenter de relancer les ventes.

## Séries spéciales
- Jet
  - Cette série, équipée du moteur 1,8 G60, a été proposée sur le marché allemand uniquement, entre fin 1991 et début 1992. Il s'agissait ici de vendre les derniers G60, avant son remplacement par le VR6. Pour garder les prix au plus bas, l'équipement de série était moindre que sur les autres modèles : ABS, ordinateur de bord, rétroviseurs électriques dégivrant, et commande électrique des phares uniquement. Les signes distinctifs de cette série sont : un monogramme "Jet..." juste devant les passages de roues arrière, et un intérieur sport spécifique où les dos de sièges et une partie des portières sont en plastique côtelé de couleur (bleu, rouge, noir, ou violet) avec une banquette arrière sans accoudoir central. Les couleurs de carrosserie possibles étaient, comme les sièges, au nombre de quatre : bleu, rouge, noir, ou violet. Les jantes de série étaient des Estoril.

- Jet 2
  - Cette série reprend le principe du Jet, mais cette fois avec le moteur 1,8 16V, qui cède sa place au 2,0 16V catalysé. Cette fois l'équipement de série est plus généreux (vitres électriques), et l'intérieur est similaire aux autres modèles de la gamme, à l'exception toutefois d'une banquette arrière sans accoudoir central. Cette série a été disponible dans de nombreux pays européens, dont la France.

- Estoril
  - Série spéciale destinée aux marchés italien et suisse. Elle a coexisté avec la série spéciale "Jet" mentionnée plus haut, et était elle aussi équipée du moteur 1,8 G60. L'équipement de série était ici identique au reste de la gamme. Les signes distinctifs de cette série sont des monogrammes "Estoril" visibles sur la carrosserie, ainsi que des aplats de couleurs sur les ailes avant et arrière. Cette série spéciale était chaussée des jantes Estoril.

- Storm

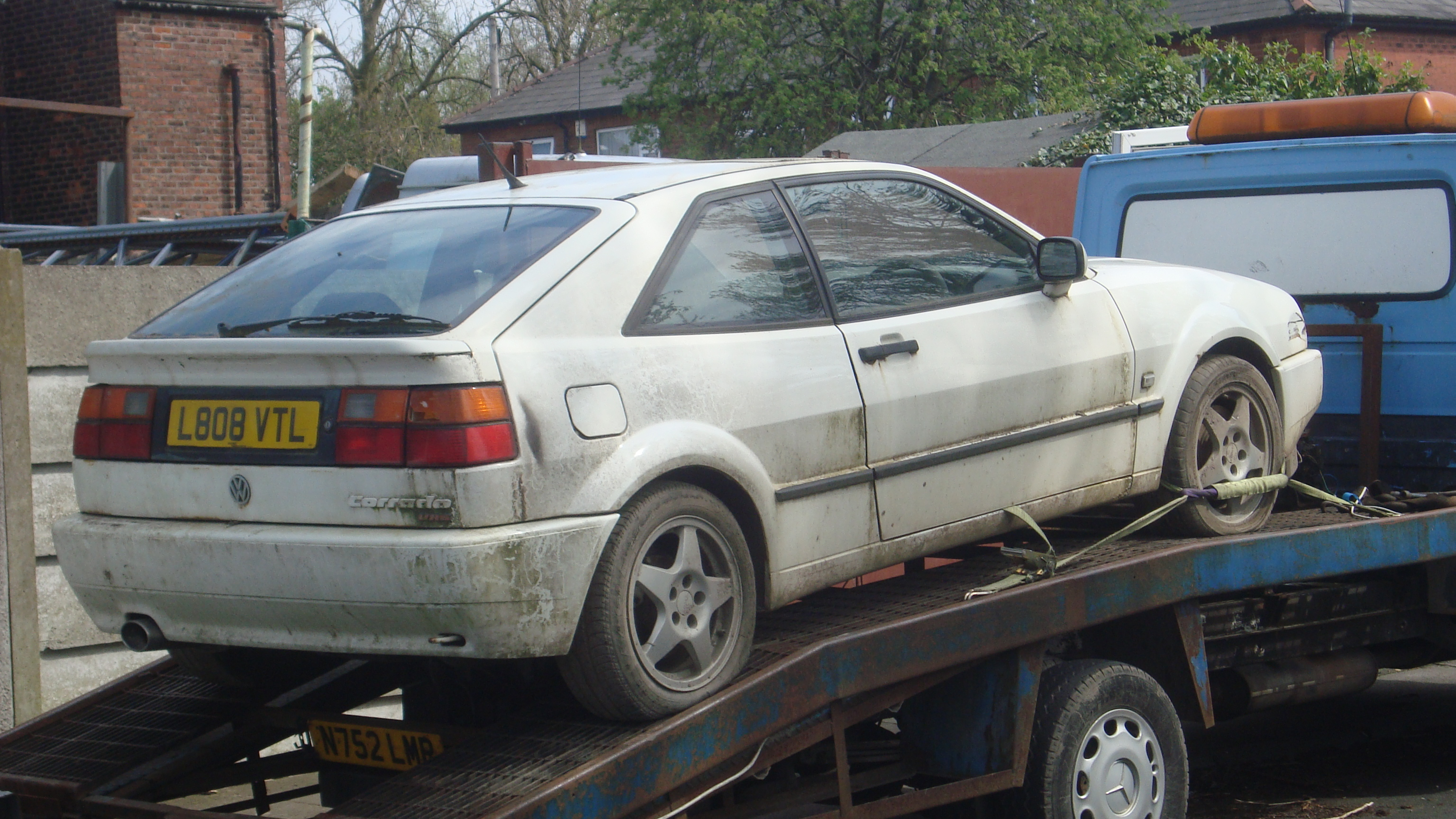
Corrado

  - Série limitée destinée au marché britannique pour marquer la fin de la production du Corrado. La motorisation était le 2,9 VR6. La présentation était luxueuse : tous les équipements étaient disponibles de série, les jantes étaient les toutes récentes "Solitude", qui par la suite se retrouveront sur d'autres modèles du constructeur. Les seuls signes distinctifs sont un monogramme "Storm" rouge accolé au VR6 arrière et un deuxième monogramme "Storm" rouge sur l'embase du levier de vitesse, à la place du logo "Karmann" présent sur les autres modèles.

## Production
Entre 1995 et 2008, Volkswagen a arrêté la production de coupés de série. Depuis l'automne 2008 une nouvelle génération de Scirocco est disponible.